# Stina & Lennart
Stina & Lennart är en programserie med Stina Lundberg som programledare och intervjuare, samt den animerade figuren "Lennart" som sin följeslagare. Programmet sändes  1995 på TV4 och innehöll intervjuer och livemusik med svenska kändisar.

## Medverkande
- Olle Ljungström[2]
- Carola Häggkvist[3]
- Absent Minded[4]
- Tommy Körberg[5]
- Rikard Wolff[6]